# Pyrenäen-Gebirgseidechse

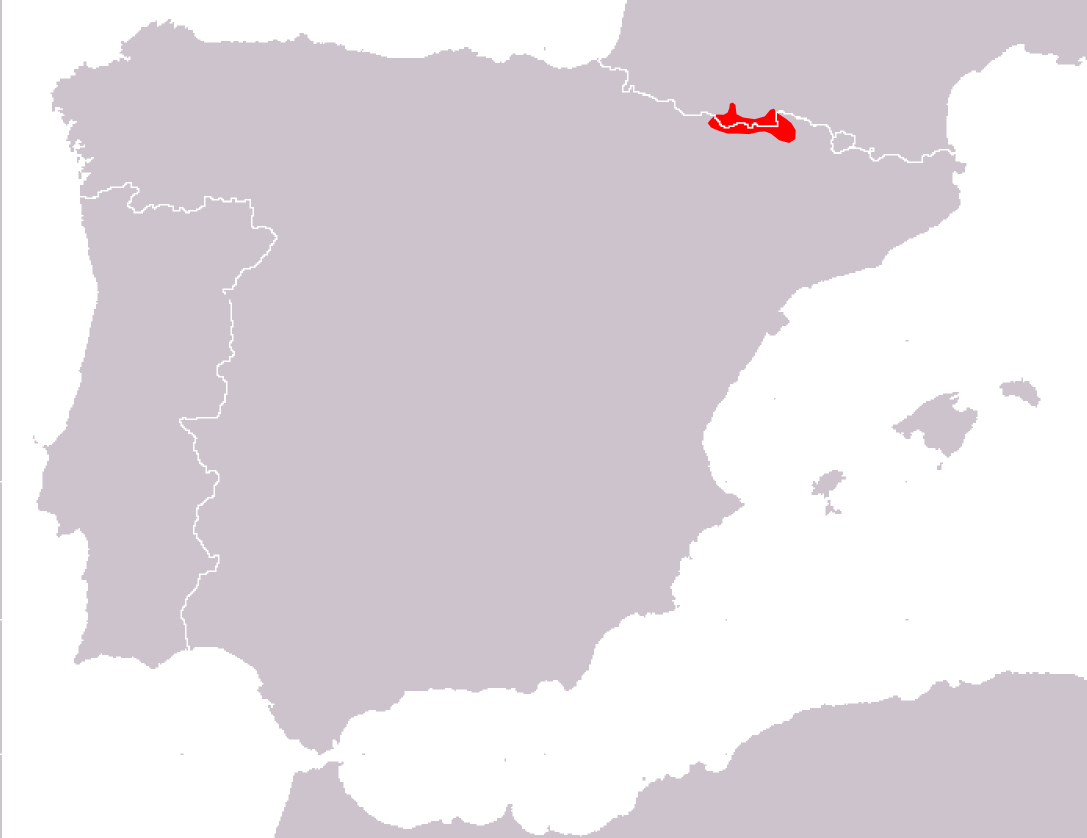
Verbreitungsgebiet der Pyrenäen-Gebirgseidechse laut IUCN

Die Pyrenäen-Gebirgseidechse (Iberolacerta bonnali) ist eine Eidechsenart aus der Gattung Iberolacerta. 

## Merkmale
Die Pyrenäen-Gebirgseidechse ähnelt der Iberischen Gebirgseidechse (Iberolacerta monticola) sehr. Sie ist eine kleinwüchsige Iberolacerta-Art. Männchen erreichen eine Kopf-Rumpf-Länge bis zu 59 Millimeter, Weibchen bis 65 Millimeter. Der Rücken ist gräulich oder bräunlich-grau gefärbt und weist entweder keine oder blasse, in zwei Reihen angeordnete Flecken auf. Die Flecken sind insbesondere im Bereich des Vorderrückens ausgebildet und kommen bei Männchen häufiger als bei Weibchen vor. Ein dunkler, blasser Längsstreifen, der über die Mitte des Rückens verläuft, ist bei einem Teil der Tiere vorhanden. Oftmals ist dieser Längsstreifen unterbrochen oder in Flecken aufgelöst. Helle Längsstreifen an der Grenze zwischen Rücken und Flanken sind meist nicht vorhanden. Wenn sie auftreten sind nur schwach ausgeprägt und vor allem im Bereich des vorderen Körpers vorhanden. Ein breites und tief dunkelblaues, einfarbiges Längsband ist bei beiden Geschlechtern an der Flanke ausgebildet. Die Körperunterseite ist ungefleckt und rein weiß. Ein Teil der Männchen weist an den Rändern der äußersten Bauchschilder dunkle Flecken auf, welche sehr selten auch blau sein können. Die Oberseite der Jungtiere ist einförmig grau oder bräunlich grau. Es sind zwei blasse dunkle Längsstreifen vorhanden. Ihr Schwanz ist auf der Oberseite in der Regel gräulich und weist einen leichten grünlichen oder bläulichen Anflug auf.

## Vorkommen
Die Pyrenäen-Gebirgseidechse ist in den zentralen Pyrenäen nördlich und südlich des Hauptkammes verbreitet. Sie kommt in Frankreich im Département Pyrénées-Atlantiques im Südosten und im Département Hautes-Pyrénées zwischen Ossau und dem Aure-Tal vor, in Spanien vom Ariel-Massiv im Westen bis zum Aigües-Tortes-Nationalpark im Osten. Die vertikale Verbreitung dieser Hochgebirgsart reicht von 1700 Meter NN am Monte-Perdido-Massiv bis 3062 Meter ü. N. N. (Ballibierna und Balaitous). An Südhängen kommt sie oberhalb von 2000 Meter vor, an Nordhängen darunter. Lebensraum der Art sind fast ausschließlich Felsen. Auf spaltenreichem Gestein wie Schiefer und klüftigem Kalkgestein ist die Pyrenäen-Gebirgseidechse besonders häufig und in hoher Dichte anzutreffen, auf spaltenarmem Gestein (Gneis, Granit) ist sie dagegen entsprechend seltener. Die Vegetation ihres Lebensraumes besteht oft lediglich aus Zwergsträuchern, Gräsern und niedrigen Kräutern. In den höheren Bereichen des Verbreitungsgebietes dauert die Vegetationsperiode nur ungefähr 3 Monate. Hier liegt 6 bis 9 Monate im Jahr permanent Schnee.

## Lebensweise
Die jährliche Aktivitätsperiode der Pyrenäen-Gebirgseidechse dauert in höheren Bereichen nur ungefähr von Mitte Mai bis Ende September. Junge und Halbwüchsige Tiere sind bis in die erste Hälfte des Oktober aktiv. Die Tiere paaren sich in der zweiten Mai- oder der ersten Juni-Hälfte. Im Zeitraum Mitte Juni bis Mitte Juli wird von den Weibchen unter mittelgroßen Steinen ein Gelege abgesetzt. Diese bestehen aus 2 bis 4, meist 3 Eiern. Diese sind 12 bis 15 Millimeter lang und 6 bis 10 Millimeter breit. Ab Mitte August schlüpfen die Jungtiere.
Die Art ernährt sich von Insekten wie Käfern, Dipteren, Ameisen und anderen Hautflüglern, Schmetterlingslarven, Wanzen, Zikaden und Blattläusen. Einen kleineren Anteil machen auch Spinnen aus. Über Fressfeinde gibt es keine Informationen. Die Fliegenart Sarcophaga protuberans kann mit ihren Maden die Eier befallen.

## Systematik
Die Pyrenäen-Gebirgseidechse wurde 1927 von Louis Amédée Lantz erstbeschrieben. Sie ist nach Marcel Comte de Bonnal benannt, welcher Exemplare der Art erstmals fing. Die Art wurde lange als Unterart von Iberolacerta monticola betrachtet. Für I. bonnali sind keine Unterarten beschrieben, sie gilt als monotypisch.

## Belege
- Dieter Glandt: Taschenlexikon der Amphibien und Reptilien Europas. Alle Arten von den Kanarischen Inseln bis zum Ural. Quelle & Meyer, Wiebelsheim 2010, ISBN 978-3-494-01470-8, S. 385–387.